# Erlen-Täubling
Der Erlen-Täubling  (Russula alnetorum, Syn.: Russula pumila) ist ein Pilz aus der Familie der Täublingsverwandten. Es ist ein ziemlich kleiner, violetthütiger, in der Mitte fast purpurschwarzer Täubling mit weißlichen Lamellen und ohne auffallenden Geruch. Man findet den Pilz an feuchten bis nassen Standorten unter verschiedenen Erlenarten.

## Merkmale

### Makroskopische Merkmale
Der meist ziemlich kleine bis fast mittelgroße Hut ist (2–) 2,5–4 (–6) cm breit. Das Hutfleisch ist sehr dünn und sehr zerbrechlich. Der Hut selbst ist anfangs konvex, schon bald ausgebreitet und später in der Mitte mehr oder weniger niedergedrückt. Der Hutrand ist stumpf und anfangs glatt, später etwas aufgewölbt und breit höckerig gerieft. Die Hutmitte ist von Anfang an sehr dunkelviolett oder fast schwarz gefärbt, der Rand ist zuerst lebhaft purpurweinrot, zuletzt mehr purpur-violettlich und etwas heller gefärbt. Manchmal hat der Hut auch ockergraue Flecken, besonders in der Mitte. Der Rand ist meist trocken und glanzlos, die Mitte hingegen lange Zeit feucht-glänzend. Die Huthaut ist bis etwa zur Hälfte abziehbar.
Die Lamellen sind ebenfalls sehr brüchig und stehen schon bald deutlich entfernt. Sie sind nur selten gegabelt oder queradrig miteinander verbunden und nur mit Zwischenlamellen untermischt. Die 3–7 mm hohen und bauchigen Lamellen sind am Stiel gerade bis schwach buchtig angeheftet. Sie sind weiß-cremeweiß und im Alter oft mehr oder weniger graustichig. Die Schneiden sind ganzrandig. Auch der Sporenstaub ist weiß bis sehr blass cremefarben (Ib nach der Romagnesi-Skala).
Der Stiel ist 3–5 cm lang, selten bis zu 8 cm lang und 0,4–1,0 cm breit. Er ist sehr brüchig, mehr oder weniger zylindrisch, unten etwas keulig und dicht unter dem Hut verbreitert. Das Stielfleisch ist schwammig weich und zuletzt hohlkammrig (kavernös) mit etwa 3–5 Kammern. Der anfangs weißliche Stiel ist schon bald ausgeprägt längsadrig an der Stielbasis, dann oft in ganzer Länge gilbend und bei trockenem Wetter bis zur Reife so bleibend oder gleichzeitig etwas grauend. Bei Feuchtigkeit und im Alter ist er auch sehr deutlich grauend. Zuletzt ist er grau-gestreift bis völlig grau bis fast schwärzlich-grau, mit ockerlichem Einschlag. Die Stielrinde ist relativ dünn und verfärbt sich bald dunkelockerlich bis schwärzlichgrau.
Das anfangs weiße Fleisch ist schwammig und sehr brüchig. In Hutrissen oder an Fraßstellen neigt es bei trockenem Wetter oft zum Gilben. Im Stiel verfärbt es sich schon bald grau-gelblich. Der Geruch ist unbedeutend, allenfalls schwach obstartig. Das Fleisch schmeckt verzögert deutlich schärflich bis etwas scharf, aber nur vorübergehend. Nach längerem Kauen nimmt die Schärfe meist ab oder verschwindet ganz. Mit FeSO4 reagiert das Fleisch nicht oder nur schwach und mit Guajak mittelstark, das heißt etwas langsam, aber deutlich blauend.

### Mikroskopische Merkmale
Die ellipsoiden Sporen sind mit 7–12 × 7–9 µm recht groß und mit relativ niedrigen, 0,5–0,8 µm hohen, halbkugeligen bis stumpfkegeligen Warzen dicht besetzt. Diese sind deutlich strichförmig-netzig bis teilweise netzig oder selten auch kurz gratig verbunden. Der Hilarfleck (Supra-Appendicularfleck) ist undeutlich begrenzt, teils schwach, teils deutlicher amyloid, warzig und 3–4 µm breit.
Die mehr oder weniger keuligen Basidien sind 43–65 µm lang und 10–12,7 µm breit und haben 4 Sterigmen.
Die 65–75 µm langen und 8–10 µm breiten Zystiden in den Lamellen sind zahlreich. Sie sind schwach spindelförmig und laufen in einer mehr oder weniger deutlich abgesetzten Spitze von 5–10 µm Länge aus, die die Basidien um etwa 15 µm überragt. In Sulfovanillin färben sich die Zystiden deutlich schwärzlich an. Die Kuticula besitzt etwa 3 µm breite, relativ dicke Hyphen. Die Epicuticular-Hyphen sind 1,5-4 µm breit, septiert und an der Spitze stumpf abgerundet. Die Dermatozystiden sind 5–9 µm breit, zylindrisch oder schwach keulig, abgerundet oder haben eine schwache, halsartige Verengung. Sie sind nicht oder nur einfach sepiert. Die Hypodermis enthält zahlreiche Laticiferen.

## Artabgrenzung
Der Täubling erinnert von seinem Erscheinungsbild her an den Wechselfarbigen Spei-Täubling oder den Milden Wachstäubling.
- Vom Milden Wachstäubling unterscheidet er sich durch den schärflichen bis scharfen Geschmack und den im Alter und bei Feuchtigkeit grauenden Stiel.
- Junge Exemplare, die noch einen weißen Stiel haben, können mit dem Wechselfarbigen Spei-Täubling oder dem Schwarzroten Spei-Täubling verwechselt werden, die aber beide einen wesentlich schärferen Geschmack haben. Außerdem ist der Pilz stets mit Erlen vergesellschaftet.[2]

## Ökologie
Wie alle Täublinge ist auch der Erlen-Täubling ein Mykorrhizapilz, der – wie der Name schon verrät – mit verschiedenen Erlenarten eine Symbiose eingeht. Im Tiefland und Flachland ist der Täubling vor allem mit Schwarzerlen und bisweilen mit Grauerlen vergesellschaftet und im Bergland mehr mit Grünerlen.
Man findet den Täubling bachbegleitend in verschiedenen Waldgesellschaften wie Eschen-Traubenkirschen- und Schwarzerlenwälder, im Torfmoos-Schwarzerlen-Bruchwald, in Grünerlengebüschen oder an Rändern von Flachmooren.
Der Pilz bevorzugt staunasse, feuchte, aber nicht zu nasse Standorte. Der Boden kann nährstoffreicher bis -ärmer und neutral bis schwach alkalisch sein. Zu stark saure Böden werden aber gemieden. Man findet ihn auf sandigen, lehmigen bis tonigen Schutt- und Schwemmböden oder auf Gley- oder Pseudoglyböden.
Die Fruchtkörper erscheinen von August bis November mit einem Maximum von Mitte September bis Mitte Oktober.

## Verbreitung

Europäische Länder mit Fundnachweisen des Erlen-Täublings.
Legende:
Länder mit Fundmeldungen
Länder ohne Nachweise
keine Daten
außereuropäische Länder

Der Erlen-Täubling ist in Nordasien (Russland-Fernost) und Europa verbreitet.
Die Art ist im Westen Deutschlands von der Meeresküste bis zu den Nordalpen hinein lückig gestreut und aus allen Bundesländer bekannt, während er im Osten nur sehr selten vorkommt. Der Täubling kommt vom Flachland bis in die Hochgebirgslagen vor.

## Systematik

### Infragenerische Systematik
Der Erlen-Täubling wird von M. Bon in die Untersektion Atropurpurinae gestellt. Die Arten dieser Gruppe haben alle verschiedenfarbige, purpurfarbene, violette oder rötliche, niemals aber rein rote Hüte. Sie schmecken alle mehr oder weniger scharf und haben weißes Sporenpulver.

### Unterarten und Varietäten
Bis vor wenigen Jahren wurde Russula pumila  Rouzeau & Massart  als eigenständige Art Russula alnetorum gegenübergestellt. Während R. pumila eine symbiotische Beziehung mit Schwarz- und Grauerle eingehe und im Flachland und in den Mittelgebirgslagen vorkäme, sollte R. alnetorum in den subalpinen Grünerlengebüschen der französischen und bayerischen Alpen vorkommen. Auch sollte R. alnetorum insgesamt heller gefärbt sein und einen stärker fleckig-ausblassenden Hut haben. Außerdem sollte er fast mild schmecken und kleinere Sporen aufweisen. Neuere Untersuchungen zeigten jedoch, dass die beiden Sippen übergangslos ineinander übergehen und eine Aufspaltung in zwei Arten somit nicht gerechtfertigt ist.

## Bedeutung
Wie alle Täublinge aus der Untersektion Atropurpurinae ist der Erlen-Täubling ungenießbar oder schwach giftig.